# 음력 3월 8일
음력 3월 8일은 음력 3월의 8번째 날이다.

## 문화
- 1959년 - 부산문화방송 라디오 개국.
- 2004년 -
  - 한솔교육 올챙이와 개구리 율동동요 1탄가 출시되다.
  - KBS 제2FM 키스 더 라디오 첫방송.
- 2006년 - 식목일이 법정공휴일에서 제외되었다.

## 탄생
- 1545년 - 조선 중기의 무신, 충무공 이순신. (~1598년)

## 사망
- 2005년 - 대한민국의 배우 김무생.

## 같이 보기
- 음력 360일: 1월 2월 3월 4월 5월 6월 7월 8월 9월 10월 11월 12월
- 전날:3월 7일 다음날:3월 9일 - 전달:2월 8일 다음달:4월 8일
- 양력:3월 8일
- 음력, 윤달